# دولوريس أبريل
دولوريس أبريل (9 مايو 1939 - 25 أكتوبر 2020)، هي مغنية وممثلة إسبانية، ولدت في إيين في إسبانيا.

## وصلات خارجية
- دولوريس أبريل على موقع IMDb (الإنجليزية)
- دولوريس أبريل على موقع ميوزك برينز (الإنجليزية)
- دولوريس أبريل على موقع قاعدة بيانات الفيلم (الإنجليزية)